# ضفدعيات عديمة اللسان
الضفدعيات عديمة اللسان (الاسم العلمي: Pipoidea) هو فوق فصيلة من البرمائيات يتبع رتبة البتراوات من شعيبة البرمائيات.

## أجناس
- القيطم